# ام سعید بنت عروه
ام سعید بنت عروه از همسران علی بن ابی طالب است که برخی منابع نامش را ام سعد نیز گزارش کرده‌اند. منابع ولادت او را مربوط به سال ۵ ه.ق دانسته و درگذشتش را سال ۳۵ ه.ق گزارش کرده اند. او به سال ۲۰ ه.ق به عقد علی بن ابی طالب در آمده است.

## تبار
نام پدرش را عروة بن مسعود بن معتب بن مالک ثقفی و او را از قبیله بنی ثقیف گزارش کرده اند.

## فرزندان
فرزندان او از علی بن ابی طالب را نفیسه، زینب صغری، رقیه صغری گزارش کرده اند. در منابعی دیگر، برایش چهار فرزند گزارش شده است.